# 니컬라 휠러
니컬라 휠러(Nicola Wheeler, 1974년 4월 4일 ~ )는 잉글랜드의 배우이다.